# PT Большого Пса
PT Большого Пса (лат. PT Canis Majoris) — одиночная переменная звезда в созвездии Большого Пса на расстоянии (вычисленном из значения параллакса) приблизительно 4005 световых лет (около 1228 парсеков) от Солнца. Видимая звёздная величина звезды — от +12m до +10,5m.

## Характеристики
PT Большого Пса — пульсирующая полуправильная переменная звезда типа SRB (SRB).